# Joseph Zuckmayer
Karl (auch Carl) Friedrich Joseph Zuckmayer (* 5. Februar 1861 in Bodenheim; † 15. August 1919 in Wiesbaden) war ein deutscher Politiker (Zentrum) und Abgeordneter der 2. Kammer der Landstände des Großherzogtums Hessen.

## Familie
Friedrich Carl Joseph Zuckmayer war der Sohn des Rechtsanwaltes Justizrat Dr. jur. Jakob Joseph Zuckmayer (* 8. Dezember 1837 in Mainz) und dessen Frau Klara Thekla geborene Berninger (* 29. Juli 1842). Seine Vornamen wurden wohl gewählt im Hinblick auf den letzten Kurfürsten von Mainz: Friedrich Carl Joseph, Freiherr von Erthal. Alle erstgeborenen Söhne in der Familie Zuckmayer hatten traditionell den Rufnamen Joseph. Er hatte noch fünf Geschwister. Hierzu zählte auch der Drittgeborene, der Unternehmer  Carl Zuckmayer sen. (1864–1947), dieser Vater des Musikers Eduard Zuckmayer und des Dramatikers Carl Zuckmayer.
Joseph Zuckmayer heiratete am 22. Mai 1886 in Mainz Katharina geborene Joerg. Er war römisch-katholischen Glaubens.

## Ausbildung und Beruf
Joseph Zuckmayer studierte ab 1878 Rechtswissenschaften in Straßburg, Bonn und Gießen und schloss das Studium mit beiden Staatsexamina und der Promotion zum Dr. jur. ab. Er war Verbindungsstudent, was leicht an dem großen "Zieher" auf seiner linken Wange zu erkennen war. 1886 erhielt er die Zulassung als Rechtsanwalt beim Landgericht Mainz und dem Oberlandesgericht Frankfurt am Main. 1908 wurde er zum Justizrat ernannt.

## Politik
Joseph Zuckmayer war Mitglied der Zentrumspartei Hessen und für diese ab 1899 Stadtverordneter in Mainz. Von 16. Dezember 1908 bis zur Auflösung am 16. November 1919 war er Mitglied der zweiten Kammer der Landstände des Großherzogtums Hessen. 1908 wurde er für den Wahlbezirk Rheinhessen 8/Ober-Olm und 1911 für Rheinhessen 9/Weisenau gewählt.
Noch kurz vor seinem Tode veröffentlichte die Daily Mail am 19. Juni 1919 ein Interview mit ihm zur Frage: "Is the Treaty of Versailles justified?".